# Reiner Preuß
Reiner Preuß (* 26. Februar 1940 in Zittau; † 19. Juli 2014) war ein deutscher Eisenbahnbetriebsingenieur, Sach- sowie Fachbuchautor. Von ihm stammen zahlreiche Werke, insbesondere über Schmalspurbahnen.

## Leben
Den größten Teil seines Berufslebens hat Reiner Preuß bei der Deutschen Reichsbahn verbracht. Dort absolvierte er von 1954 bis 1956 eine Lehre als Eisenbahner und war anschließend bis 1961 an verschiedenen Arbeitsplätzen des Betriebsdienstes tätig. Von 1962 bis 1965 folgte ein Fachhochschul-Studium mit dem Abschluss als Diplom-Ingenieur für Eisenbahntransport und -betriebstechnik. Danach kam Reiner Preuß bei der Deutschen Reichsbahn als Dienstvorsteher auf Bahnhöfen sowie im Zuge der EDV-Projektierung zum Einsatz. Nach der Wende war er von 1991 bis 2004 als Berater für Informationstechnik tätig.
Als Autor publizierte er seit 1960 zu Themen des Eisenbahnverkehrs und zur Eisenbahngeschichte in mehreren Zeitschriften und zahlreichen Büchern. Mehrere dieser Fachbücher verfasste er gemeinsam mit seinem Zwillingsbruder Erich. Konzentrierte er sich dabei zunächst auf verschiedene Schmalspurbahnen, arbeitete er später zusammen mit seinem Bruder auch die Geschichte der Deutschen Reichsbahn auf. Daraus entstanden die Bücher Die Chronik der Deutschen Reichsbahn 1945–1993. Eisenbahn in der DDR (2009) und Deutsche Reichsbahn intern. Geheime Akten, brisante Tatsachen (2011).
Die meisten seiner Bücher veröffentlichte Reiner Preuß im Transpress Verlag und im GeraMond Verlag, beides führende deutschsprachige Verlage für Fachpublikationen zum Thema Eisenbahn sowie Verkehrsgeschichte und -technik.
Reiner Preuß lebte seit 1968 in Berlin.

## Schriften
- zusammen mit Erich Preuß: Schmalspurbahnen der Oberlausitz. In der Reihe Transpress-Verkehrsgeschichte. Transpress, Berlin 1980.
- als Mitverfasser: Schmalspur zwischen Ostsee und Erzgebirge. Transpress, Berlin 1980 (westdeutsche Lizenzausgabe bei Alba, Düsseldorf  1980, ISBN 3-87094-069-7).
- als Mitverfasser: Schmalspurbahn-Archiv. 2., durchgesehene Auflage. Transpress, Berlin 1982 (Nachdruck in der Reihe Transpress-Reprint unter dem Titel DDR-Schmalspurbahn-Archiv.) Transpress, Stuttgart 2011, ISBN 978-3-613-71405-2.
- zusammen mit Erich Preuß: Schmalspurbahnen in Sachsen. Ein Jahrhundert Eisenbahngeschichte. Transpress, Berlin 1983 (westdeutsche Lizenzausgabe bei Alba, Düsseldorf 1983, ISBN 3-87094-091-3 – mehrere Auflagen, zuletzt als von Reiner Preuß überarbeitete und aktualisierte Neuausgabe unter dem Titel Alles über Schmalspurbahnen in Sachsen. Transpress, Stuttgart 2012, ISBN 978-3-613-71440-3).
- zusammen mit Fritz Näbrich und Günter Meyer: Lokomotiven sächsischer Eisenbahnen. Transpress, Berlin 1984 (westdeutsche Lizenzausgabe in der Reihe Eisenbahn-Fahrzeug-Archiv bei Alba, Düsseldorf 1984, ISBN 3-87094-096-4)
  - Band 1: Schnellzug- und Personenzuglokomotiven
  - Band 2: Güterzug- und Tenderlokomotiven, Triebwagen.
- zusammen mit Fritz Näbrich und Günter Meyer: Lokomotiv-Archiv: Sachsen. Zwei Bände. Transpress, Berlin 1984.
- Die Müglitztalbahn. In der Reihe Transpress-Verkehrsgeschichte. Transpress, Berlin 1985 (Lizenzausgabe für die Bundesrepublik Deutschland, Berlin (West), Österreich und die Schweiz in der Reihe Kleine Verkehrs-Geschichte bei Alba, Düsseldorf 1985, ISBN 3-87094-211-8).
- zusammen mit Erich Preuß: Lexikon Erfinder und Erfindungen: Eisenbahn. Transpress, Berlin 1986, ISBN 3-344-00053-5 (Lizenzausgabe für die Bundesrepublik Deutschland, Berlin (West), Österreich und die Schweiz bei von Decker, Heidelberg 1986, ISBN 3-7685-2586-4).
- Zittau-Kurort Oybin, Kurort Jonsdorf: Geschichte der 100 Jahre alten Schmalspurbahn. Deutscher Modelleisenbahn-Verband/Arbeitsgemeinschaft 3 58/Traditionsbahn Radebeul Ost-Radeburg, Radebeul 1990
- zusammen mit Erich Preuß: Sächsische Staatseisenbahnen. Transpress, Berlin, und Motorbuch-Verlag, Stuttgart 1991, ISBN 3-344-70700-0.
- Eisenbahn-Reviere: Dresden, Erzgebirge. Transpress, Stuttgart 1992, ISBN 3-344-70754-X.
- Schmalspurbahnen in Deutschland. Geschichte, Strecken, Fahrzeuge. Transpress, Berlin 1994, ISBN 3-344-70913-5.
- zusammen mit Erich Preuß: Schmalspurbahnen in Mecklenburg-Vorpommern und Brandenburg. In der Reihe Archiv deutscher Klein- und Privatbahnen. Transpress, Stuttgart 1996, ISBN 3-344-71023-0.
- Auf schmaler Spur durch Sachsen. Schmalspurbahnen zwischen Zwickauer Mulde und Neiße. Mit Fotos von Thomas Böttger. Bildverlag Böttger, Witzschdorf 1998, ISBN 3-9806125-5-4.
- Die Zittau-Oybin-Jonsdorfer Eisenbahn. In der Reihe Verkehrsgeschichte. Transpress, Stuttgart 1999, ISBN 3-613-71107-9.
- zusammen mit Reiner Scheffler: Baureihe 99.64-71. In der Reihe Transpress Fahrzeugportrait. Transpress, Stuttgart 2000, ISBN 3-613-71123-0.
- Berlin auf Schienen entdecken. Informationen, Stadtrouten und die schönsten Erlebnisziele. GeraMond, München 2002, ISBN 3-932785-74-6.
- Bahn-Reiseführer Berlin. Informationen, Routen und Erlebnisse. GeraMond, München 2006, ISBN 3-7654-7066-X.
- zusammen mit Erich Preuß: Die Chronik der Deutschen Reichsbahn 1945–1993. Eisenbahn in der DDR. GeraMond, München 2009, ISBN 978-3-7654-7094-3.
- zusammen mit Erich Preuß: Deutsche Reichsbahn intern. Geheime Akten, brisante Tatsachen. GeraMond, München 2011, ISBN 978-3-86245-109-8.
- Wattläufer – Eisenbahnen auf Insel & Hallig. Transpress, Stuttgart 2012, ISBN 978-3-613-71438-0.
- Alles über Schmalspurbahnen der Oberlausitz. Transpress, Stuttgart 2012, ISBN 978-3-613-71431-1.
- Loks der Sächsischen Staatseisenbahnen seit 1869. In der Reihe Typenkompass. Transpress, Stuttgart 2013, ISBN 978-3-613-71450-2.